# Bourvil
Bourvil, pseudoniem van André Raimbourg (Prétot-Vicquemare, 27 juli 1917 – Parijs, 23 september 1970), was een Frans acteur, komiek en zanger.
Zijn pseudoniem is afgeleid van het dorp Bourville in Normandië, waar hij zijn kindertijd doorbracht.
Bij het grote publiek zal Bourvil bekend blijven dankzij zijn rollen in komische films. Hij vertolkte echter ook dramatische personages: in het drama Le Miroir à deux faces (1958) en in de tragikomedie Fortunat (1960) stond hij tegenover Michèle Morgan, in Jean-Paul Le Chanois' versie van Les Misérables (1958) nam hij de rol van de hatelijke Thénardier voor zijn rekening en in de sombere politiefilm Le Cercle rouge (1970), had hij als inspecteur onder meer af te rekenen met zware jongen Alain Delon. De personages die hij vertolkte waren vaak zachtaardig en naïef, zoals in de succesfilm van Gérard Oury, Le Corniaud (1965), waarin Bourvil het perfecte contrast vormde met zijn tegenspeler Louis de Funès. Later schitterde het duo nogmaals in de kaskraker La Grande Vadrouille (1966), eveneens onder regie van Oury. Een andere grote rol had Bourvil ook nog in Le Cerveau (1969), naast Jean-Paul Belmondo, Eli Wallach en David Niven. In The Longest Day (1962) vertolkte hij een bijrol als Franse burgemeester.
Bourvil nam ook een driehonderdtal liedjes op, voornamelijk in de hem kenmerkende naïef-humoristische stijl, maar ook een beroemd geworden gevoelig liedje als La tendresse (1963).
Hij overleed op 53-jarige leeftijd aan de gevolgen van de ziekte van Kahler, waar hij tevergeefs lange tijd tegen had gevochten. Drie weken na zijn dood kwam Le Mur de l'Atlantique uit, de laatste film waaraan hij had meegewerkt. Een week later volgde Le Cercle rouge. 

## In populaire cultuur
- Bourvil heeft een klein cameo in het Kiekeboealbum Met de Franse slag als "Boer Vil".

## Filmografie (ruime selectie)
- 1945 - La Ferme du pendu (Jean Dréville)
- 1946 - Pas si bête (André Berthomieu)
- 1948 - Par la fenêtre (Gilles Grangier)
- 1948 - Blanc comme neige (André Berthomieu)
- 1949 - Le Cœur sur la main (André Berthomieu)
- 1950 - Le Roi Pandore (André Berthomieu)
- 1950 - Miquette et sa mère (Henri-Georges Clouzot)
- 1950 - Le Rosier de Madame Husson (Jean Boyer)
- 1951 - Le Passe-muraille (Jean Boyer)
- 1952 - Le Trou normand (Jean Boyer)
- 1953 - Cent francs par seconde (Jean Boyer)
- 1953 - Les Trois Mousquetaires (André Hunebelle)
- 1954 - Si Versailles m'était conté... (Sacha Guitry)
- 1954 - Poisson d'avril (Gilles Grangier)
- 1954 - Cadet Rousselle (André Hunebelle)
- 1955 - Les Hussards (Alex Joffé)
- 1956 - La traversée de Paris (Claude Autant-Lara)
- 1956 - Le Chanteur de Mexico (Richard Pottier)
- 1958 - Les Misérables (Jean-Paul Le Chanois)
- 1958 - Le Miroir à deux faces (André Cayatte)
- 1958 - Un drôle de dimanche (Marc Allégret)
- 1958 - Sérénade au Texas (Richard Pottier)
- 1959 - Le Bossu (André Hunebelle)
- 1959 - Le Chemin des écoliers (Michel Boisrond)
- 1959 - La Jument verte (Claude Autant-Lara)
- 1960 - Le Capitan (André Hunebelle)
- 1960 - Fortunat (Alex Joffé)
- 1961 - Tout l'or du monde (René Clair)
- 1961 - Le Tracassin (Les Plaisirs de la ville) (Alex Joffé)
- 1962 - The Longest Day (Ken Annakin)
- 1962 - Les Culottes rouges (Alex Joffé)
- 1963 - Les Bonnes Causes (Christian-Jaque)
- 1963 - Un drôle de paroissien (Jean-Pierre Mocky)
- 1963 - Le Magot de Josefa (Claude Autant-Lara)
- 1963 - La Cuisine au beurre (Gilles Grangier)
- 1964 - La Cité de l'indicible peur (La Grande Frousse) (Jean-Pierre Mocky)
- 1965 - Le Corniaud (Gérard Oury)
- 1965 - Guerre secrète (The Dirty Game) (sketch van Christian-Jaque)
- 1965 - La Grosse Caisse (Alex Joffé)
- 1965 - Les Grandes Gueules (Robert Enrico)
- 1966 - La Grande Vadrouille (Gérard Oury)
- 1967 - Les Arnaud (Léo Joannon)
- 1968 - Les Cracks (Alex Joffé)
- 1968 - La Grande Lessive (!) (Jean-Pierre Mocky)
- 1969 - Le Cerveau (Gérard Oury)
- 1969 - L'Arbre de Noël (The Christmas Tree) (Terence Young)
- 1970 - L'Étalon (Jean-Pierre Mocky)
- 1970 - Le Mur de l'Atlantique (Marcel Camus)
- 1970 - Le Cercle rouge (Jean-Pierre Melville)